# Epischidia caesariella
Epischidia caesariella är en fjärilsart som beskrevs av George Francis Hampson 1901. Epischidia caesariella ingår i släktet Epischidia och familjen mott. Inga underarter finns listade i Catalogue of Life.